# Triaenodes borealis
Triaenodes borealis là một loài Trichoptera trong họ Leptoceridae. Chúng phân bố ở miền Tân bắc.